# Eskilander Thomasson
Eskilander Thomasson, född den 1 juni 1829 i Klåveröd i den del av Konga socken som då tillhörde Kristianstads län, död den 22 april 1891 i Sankt Jakobs församling i Stockholm, var en svensk jurist, ämbetsman och riksdagsman. Han var farbror till Åke Thomasson.
Både Thomassons far, lantbrukaren Thomas Nilsson, och farfar hade varit riksdagsmän i bondeståndet. Thomasson blev student 1846, filosofie kandidat 1853 och filosofie magister samt avlade 1856 juridisk examen, allt vid Lunds universitet. Han tjänstgjorde sedan någon tid i och under Hovrätten över Skåne och Blekinge, återvände därpå till universitetet, och efter att ha disputerat på sin avhandling Historisk framställning af lagstiftningen om de svenska städernas fördelning i stapelstäder och uppstäder (1858) förordnades han 1859 till docent i administrativrätt och nationalekonomi.
Redan 1860 lämnade Thomasson dock universitetskarriären och blev rådman i Lunds stad; 1879 utnämndes han till borgmästare där efter Lars Billström, vilket han var till 1889. Åren 1873–1889 var han stadens representant i riksdagens andra kammare och tillhörde 1876–1886 lagutskottet (sedan 1879 vice ordförande). Enligt Torsten Uggla skall Thomasson som riksdagsman ha varit en viktig drivande kraft för att få till stånd det ekonomiska anslag som behövdes för uppförandet av Lunds universitets nya huvudbyggnad. År 1884 valdes han till justitieombudsmannens suppleant, 1886–1889 var han själv justitieombudsman och 1889 utnämndes han till justitieråd.
Thomasson var gift med källarmästardottern Anna Maria Theodora Andersson (1832–1908). Makarna är begravda på Östra kyrkogården i Lund.